# Scandalul caricaturilor cu Mahomed

Controversatele desene au apărut în revista daneză Jyllands-Post la data de 30 septembrie 2005

Scandalul caricaturilor cu Mahomed a fost provocat de o serie de 12 caricaturi reprezentându-l pe profet.
Desenele au apărut în ziarul danez Jyllands-Posten la data de 30 septembrie 2005. Publicarea desenelor a fost prezentată ulterior, la data 17 octombrie în același an, în ziarul egiptean Al Fager. În religia musulmană este strict interzisă prezentarea chipului profetului. Această publicare a caricaturilor a fost interpretată de musulmani ca un afront și o batjocorire obscenă a profetului Mohamed.
La începutului anului 2006, imamii Abu Laban și Ahmed Akkari au întocmit un dosar care cuprindea și cele 12 caricaturi daneze. Printre caricaturi este prezentat un musulman pe care în timpul rugăciunii, se urcă un câine cu intenția de copulație. Aceste caricaturi au declanșat un protest larg în lumea musulmană, însoțite de o serie de încercări de răzbunare și de boicotare a produselor daneze. Aceste acte de răzbunare inițiate de fanatici religioși musulmani a costat viața a circa 100 de persoane. Printre actele de violență se numără și atacul asupra consulatelor daneze și norvegiene. Publicarea caricaturilor a fost urmată de o serie de dezbateri, discuții despre religie, artă, libertatea gândirii și libertatea presei.